# Isendoorn College
Isendoorn College je římskokatolická střední škola ve Warnsveldu v Nizozemsku. Nabízí vzdělání v oborech MAVO, HAVO a VWO. Škola také poskytuje dvojjazyčné vzdělávání.

## Historie
Škola byla založena v roce 1932 a je pojmenována po šlechtické rodině z IJzendoornu v Betuwe, dialektem vyslovovaná jako Isendoorn. Škola začala jako ULO, v roce 1975 byl přidán odbor HAVO. Až do roku 1983 byla škola umístěna v ulici Isendoornstraat v Zutphenu, v tom roce se instituce přestěhovala do ulice Lage Weide ve městě Warnsveld a před školu byla umístěna umělecká díla Plastiek (beton, 8 metrů), které vytvořil umělec Joop Beljon. V roce 1986 byl přidán obor VWO a od té doby se škola nazývá Isendoorn College.

## Rozdělení
Výuka probíhá na čtyřech místech blízko sebe: v západním pavilonu - Westkaap a ve východním pavilonu - Oostkaap. Od října 2013 existuje také Bètakaap a od roku 2019 i městský pavilon - Stadskaap. Zde byla bývalá základní škola přeměněna na laboratoř s učebnami. Obor MAVO se vyučuje ve Westkaapu a nadstavba z třetího stupně v Oostkaapu. V Oostkaapu se dále nachází knihovna. Škola má kolem 1800 studentů a 160 zaměstnanců.

## Významné osobnosti
- Jelle Amersfoort, zpěvačka, moderátorka a skladatelka[1]
- Hadjar Benmiloud, spisovatel, publicista a rozhlasový moderátor
- Stef de Bont, sportovní novinář
- Marc Dullaert, první dětský ombudsman v Nizozemsku
- Sjoerd van Empelen, mistr světa v letu na kluzáku
- Karen Geurtsen, novinářka HP / De Tijd
- Frans Hermsen, starosta a politik
- Joost Hofman, architekt, designér
- Mirjam Hooman-Kloppenburg, mistr stolního tenisu
- Hans Kelderman, olympijský veslař
- Sterre Koning, zpěvačka, herečka, vlivná osoba
- Joris Laarman, umělec, designér a podnikatel
- Antoine Peters, módní návrhářka
- Ghislaine Pierie, herečka, režisérka, herní trenér
- Anne-Wil Smeerdijk, bývalá poslankyně parlamentu
- Annemiek van Vleuten, cyklistický šampion
- Zev Jay, DJ, hudební producent (skutečné jméno Jur Borninkhof)
- Kristel Zweers, komik

## Známí učitelé
- MP Celie, bývalý generálmajor
- Wynolt Pietersma, herec
- Henri Schoeman, judoka
- Alfred Veltman, bývalý starosta Somerenu
- Sabine Zwikker, sochařka

## Partnerské školy
- Gymnázium Kadaň[2]